# Dane Yon
Dane Yon (ur. 2004) – kambodżańska zapaśniczka walcząca w stylu wolnym. Brązowa medalistka mistrzostw Azji Południowo-Wschodniej w 2022 roku.